# Під Фемідою
Аптека «Під Фемідою» — одна з найстаріших аптек Львова. Протягом 1901-2015 років розташовувалася на розі сучасних вулиць Словацького і Дорошенка, в будинку на вул. Дорошенка, 36.

## Історія
У 1901 році Фредерік Девехе заснував аптеку «Під Фемідою» по вул. Словацького, 12. На той час її емблемою було архітектурне зображення Феміди — богині справедливості та правосуддя. Така символіка і назва аптеки була зумовлена тим, що на другому поверсі будинку містилася приймальня адвоката. Сам Фредерік Девеха був одним з організаторів професійного руху фармацевтів Галичини. Він розпочав аптечну практику в аптеці Антонія Склепінського (аптека «Під Чорним орлом») у Львові. У 1879 році отримав ступінь магістра фармації. Був один з організаторів і головою І з’їзду фармацевтів Галичини, який відбувся у Львові у 1897 році. У 1900 році обраний головою аптекарського товариства у Львові, а від 1926 року — почесний член цього товариства. Фредерік Девеха провадив аптеку до 1935 року. Сама аптека «Під Фемідою» була невеличкою, дуже скромно обладнаною, але приваблювала людей тим, що ліки в ній відпускалися лише за цінами, що відповідали прейскуранту, а інколи й безкоштовно для незаможних. Учням приділялося багато уваги. Фредерік Девеха вважав своїм професійним обов’язком передавати досвід молодим фармацевтам. Аптека пережила складні часи українсько-польської війни, коли вулиця Сикстуська зазнала значних руйнувань. По смерті Фредеріка Девехи аптеку успадкувала його донька Яніна Девехе. За радянських часів — аптека № 33. У 1996 році їй повернули історичну назву «Під Фемідою». В аптеці збережено автентичні меблі та неймовірної краси вітражі. Аптека діяла до 2015 року. Потім через аукціон було продане підприємцям. За умовами договору, нові власники мали протягом року відремонтувати приміщення та пристосувати його під аптеку, але того не зробили, натомість, нині тут міститься магазин жіночої білизни. Тривають судові засідання щодо повернення приміщення історичної аптеки у комунальну власність міста.